# Commelina corradii
Commelina corradii är en himmelsblomsväxtart som beskrevs av Emilio Chiovenda och Chiarugi. Commelina corradii ingår i släktet himmelsblommor, och familjen himmelsblomsväxter.
Artens utbredningsområde är Etiopien. Inga underarter finns listade.